# Gerardo Delgado (pintor)
Gerardo Delgado (Olivares, Sevilla, 14 de febrero de 1942-ibidem, 5 de marzo de 2024) fue un pintor español. Referente de la abstracción geométrica en España.

## Biografía
Nacido en la localidad sevillana de Olivares (1942), se trasladó a la capital hispalense para estudiar en la Escuela Técnica Superior de Arquitectura de Sevilla (1959-1967), donde comenzó a experimentar con la pintura abstracta y figurativa.
Posteriormente se trasladó al Centro de Cálculo de la Universidad de Madrid para ahondar en sus investigaciones sobre el color y la geometría. Fue un creador curioso, buscador de nuevas fórmulas. Se interesó por los grandes formatos, dando lugar a una pintura expandida. Utilizó materiales blandos y telas industriales, ligeras, casi transparentes, con las que estableció secuencias que transformaban el espacio. Su pintura podría entenderse como arquitectura o escultura. Posteriormente se centró en la pintura figurativa de corte expresionista, evolucionando hasta llegar a la abstracción y finalmente a la abstracción geométrica.
Compaginó su actividad artística con una intensa labor docente. Fue profesor de Elementos de Composición en la E.T.S. de Arquitectura de Sevilla y formó parte del Seminario de Generación Automática de Formas Plásticas del Centro de Cálculo de la Universidad de Madrid. Trabajó de diseñador gráfico y montador para el Colegio de Arquitectos de Andalucía, donde maquetó catálogos de diversos artistas, como: Joseph Beuys, Richard Deacon, Julian Schnabel o Francisco de Zurbarán.
Sus cuadros se han expuesto en España, en galerías madrileñas —como Juana de Aizpuru, Edurne, Antonio Machón (2005), Juana Mordó, Egam, Gamarra y Garrigues, Helga de Alvear, ó Fernández-Braso—, barcelonesas —René Metras y Joan Prats—, sevillanas —La Caja China (2005)—, o gallegas —Montenegro (Vigo)—; y en el extranjero: Ferideh Cadot (Nueva York y París). Además de ARCO y las bienales de Río de Janeiro y Venecia (1986).
Su obra está expuesta en un buen número de museos: Museo Nacional Centro de Arte Reina Sofía, Fundación Juan March, Fundación Miró, Archivo Manuel de Falla, Centro Andaluz de Arte Contemporáneo, Museo de Navarra, Fundación Cajasol, Fundación La Caixa, The Chase Manhattan Bank N.A.
Gerardo Delgado falleció en la localidad que le vio nacer 82 años antes. El Ayuntamiento de Olivares decretó un día de luto oficial en el municipio.

## Premios y distinciones
- Premio de Pintura «La Pasarela» (1967) por dos relieves geométricos que el espectador puede manejar para crear sus propias composiciones.[1]
- Hijo Predilecto y Medalla de Oro de la Villa de Olivares.[10]